# Literatura komi
Literatura komi és la literatura feta en llengua komi.
Els primers intents d'escriure en komi daten dels segles XVI i XVII, amb l'escriptura antiga pèrmica de Maly Perm, però a finals del XVIII es van publicar alguns texts komis en alfabet ciríl·lic. El 1813 es publicà la gramàtica komi més antiga que es conserva, Zyrjanska grammatika, per A. Flerov (sobrenom del seminarista komi Kozlov). A mitjans del segle xix molts erudits s'interessaren per la seva llengua i tradició orals, molt rica en contes, cançons i proverbis. El filòleg finlandès Matthias Castrén els compongué Elementa grammaticae syrjaenae (1844), mentre Ferdinand Johann Wiedemann continuava la tasca publicant la Grammatika der syrjanischen sprache (1884) i Syrjanisch-Deutsches wörterbuch (1880). Això facilitaria la normalització de les parles permianes, que també foren continuades per treballs de filòlegs russos (Anders Jans Sjögren, N. Nadejdin, G. Litkin). Alhora, aparegué el fundador de la literatura komi, el poeta progressista Ivan Alekséievitx Kuràtov (1839-1875), cantor de l'opressió del poble komi.
Des del 1918 aparegueren els primers treballs en llengua komi, mercè la creació del diari Zyrianskaia Zhizn' (1919) i l'organització el 1920 de la Casa de Publicacions Komi i l'Escola Nacional Komi, així com la revista Ordym (El camí), més tard coneguda com a Voyvyv Kodzuv (Estrella del Nord). Els pioners de la literatura komi són els poetes i dramaturgs Nebdinsa Vittor (V. A. Savin, 1888-1943); Mikhaïl Lebedev (1887-1951), autor de la primera comèdia musical komi, Nastuk (1928), Tima Ven' (V. T. Christalev, 1890-1939) i Illia Vas' (1895).
Destacaren en els anys 30 G. A. Fedorov (1909-?), I. V. Iz'iurov (1910-?), I. I. Pystin (1907-1951); P. G. Doronin (1904-1967) i Vassily Jukhnin (1906-1960). Durant la Segona Guerra Mundial molts moriren al front, com A. P. Razmyslov (1915-1943), V. I. Elkyn (1912-1942), V. P. Latkin (1907-1942), I. N. Simakov (1906-1943) i I. A. Osipov (1911-1942). D'altres, com S. A. Popov (1913), S. I. Ermolin (1914-1961), N. M. Diakonov (1911) i Ivan Vavilin (1911), sobrevisqueren.
En els anys seixanta destacaren A. A. Lyiurov (1923), V. A. Xiriajev (1926), i P. F. Xakhov (1931). S. A. Rotxev (1909) escrigué una trilogia èpica sobre la guerra civil al Petxora, I. G. Toropov (1928), G. A. Jushkov (1939) i A. E. Vanee (1933). Posteriorment aparegueren A. A. Vezhev (191), V. A. Latysheva (1933), A. K. Mykushev (1926) i A. N. Fedurova (1912).